# Desmosoma strombergi
Desmosoma strombergi là một loài chân đều trong họ Desmosomatidae. Loài này được Svavarsson miêu tả khoa học năm 1988.